# Yusuke Adachi
Yusuke Adachi (足達 勇輔 Adachi Yusuke?, nacido el 5 de diciembre de 1961 en Kanagawa) es un exfutbolista japonés y entrenador.

## Clubes

### Como futbolista
| Club    | País  | Año         |
| ------- | ----- | ----------- |
| Yomiuri | Japón | 1980 - 1984 |

### Como entrenador
| Club        | País  | Año         |
| ----------- | ----- | ----------- |
| Yokohama FC | Japón | 2005 - 2006 |